# Cheorinwanghu
Cheorinwanghu (hangul: 철인왕후) južnokorejska je televizijska serija. Glavne uloge su igrali Shin Hye-sun i Kim Jung-hyun.

## Uloge
- Shin Hye-sun – Kim So-yong, Kraljica Cheorin
- Kim Jung-hyun – Yi Won-beom, Kralj Cheoljong

## Vanjske poveznice
- Službena stranica